# Теслев, Анатолий Георгиевич
Анатолий Георгиевич Теслев (рум. Anatol Teslev; род. 16 сентября 1947, Кишинёв, Молдавская ССР, СССР) — советский молдавский футболист и футбольный тренер, победитель юношеского турнира УЕФА не старше 18 лет 1966. Инспектор и технический директор Федерации футбола Молдавии.

## Карьера игрока

### Клубная
Воспитанник школы кишинёвского клуба «Молдова» (ныне «Зимбру»). Выступал за свою карьеру преимущественно за этот клуб (в нём числился под номером 8), также играл за одесский «Черноморец», вологодское «Динамо» и «Сперанцу» из Дрокии (в её составе забил 9 мячей в течение сезона Второй лиги СССР). На закате карьеры выступал в Сахалинской области за команду «Рыбак» из села Стародубское, с которой выиграл чемпионат области.

### В сборной
В составе юношеской сборной из игроков не старше 18 лет играл на чемпионате Европы 1966 года в Югославии, где завоевал титул чемпиона Европы. Его известными друзьями по сборной были такие игроки, как Михаил Гершкович, Гиви Нодия, Григорий Янец.

## Стиль игры
Играющий тренер «Рыбака» из Стародубского Василий Пищулин так писал об умениях Теслева:

Это основной дирижер и конструктор атак команды. Но, помимо организации атак, Анатолий умеет прекрасно завершать их. Он самый результативный игрок команды. Играет нешаблонно, чем часто ставит в тупик оборону соперников […] держится в команде без тени зазнайства.

## Карьера тренера
В конце 1980-х — начале 1990-х Теслев занялся тренерской карьерой. Работал в тренерском штабе «Нистру» (тот же «Зимбру») и «Динамо» из Бендер, возглавлял «Старт» из Ульяновска. Некоторое время руководил молодёжной сборной Молдавии. 10 февраля 2006 был назначен главным тренером сборной Молдавии. Он взял курс на значительные кадровые перестановки и внедрение молодёжи, но уже 22 декабря объявил об уходе с поста тренера сборной Молдавии по причине неудовлетворительного выступления сборной (было набрано всего одно очко в четырёх матчах), а его преемником стал его же помощник Игорь Добровольский.
Позже — инспектор и технический директором Федерации футбола Молдавии. В 2013 году возглавлял сборную Молдавии из девушек не старше 19 лет во время отборочного тура чемпионата Европы 2014 года.